# Jean-Louis Martinet
Jean-Louis Martinet est un compositeur français né à Sainte-Bazeille le 8 novembre 1912 et mort le 20 décembre 2010.

## Biographie
Jean-Louis Martinet entre au Conservatoire de Bordeaux en 1929, puis, après quatre années d'études, vient à Paris où il entre au Conservatoire national supérieur de musique et de danse de Paris. Il travaille l'harmonie avec André Bloch, la fugue et le contrepoint avec Charles Koechlin à la Schola Cantorum, suit parallèlement les cours de fugue de Simone Plé-Caussade, étudie la composition avec Roger-Ducasse et Olivier Messiaen, la direction d'orchestre avec Roger Désormière et Charles Munch. Il s'initie à la technique sérielle avec René Leibowitz à partir de 1945. Après guerre, il s'intéresse aux œuvres d'Anton Webern. Mais au début des années 1950, il se détourne de la musique atonale, qu'il juge « angoissée », et va progressivemnent rechercher à synthétiser les diverses techniques d'écriture musicale. Il s'intéresse à la politique, se rapproche du socialisme. Ses convictions politiques n'ont sans doute pas été étrangères à son isolement musical, comme il s'en explique lui-même. Il part au Canada au début des années  1970 et enseigne au Conservatoire de Montréal de 1971 à 1976, date de son retour en France.
Jean-Louis Martinet meurt en région parisienne le 20 décembre 2010, à l'âge de 98 ans. Il a été incinéré dans la plus stricte intimité le 4 janvier 2011 au cimetière du Père-Lachaise, à Paris.

## Prix
- 1943 : 1er Prix de composition au conservatoire de Paris
- 1945 : 2d Prix de direction d'orchestre au conservatoire de Paris

## Compositions
- Prélude et fugue en ut, pour 2 pianos (1942)
- Orphée, poème symphonique (1944-1945)
- Variations pour quatuor à cordes (1946)
- Prométhée, trilogie de fragments symphoniques (1947)
- Pièce pour piano (1950)
- 7 poèmes de René Char, pour 4 voix solistes et orchestre (1951-1952)
- Trois mouvements symphoniques (1953-1958)
- Symphonie In memoriam (1962-1963)
- Divertissement pastoral, pour piano et orchestre (1966)
- Le Triomphe de la Mort, symphonie dramatique (1967-1973)

## Sources
- Dictionnaire de la musique française, Marc Vignal, Larousse
- Dictionnaire de la musique, Marc Honegger, Bordas